# OCM2
OCM2 (англ. Oncomodulin 2) – білок, який кодується однойменним геном, розташованим у людей на короткому плечі 7-ї хромосоми. Довжина поліпептидного ланцюга білка становить 109 амінокислот, а молекулярна маса — 12 129.
| 10         |  | 20         |  | 30         |  | 40         |  | 50         |
| ---------- |  | ---------- |  | ---------- |  | ---------- |  | ---------- |
| MSITDVLSAD |  | DIAAALQECQ |  | DPDTFEPQKF |  | FQTSGLSKMS |  | ASQVKDVFRF |
| IDNDQSGYLD |  | EEELKFFLQK |  | FESGARELTE |  | SETKSLMAAA |  | DNDGDGKIGA |
| EEFQEMVHS  |  |            |  |            |  |            |  |            |

A: Аланін

C: Цистеїн

D: Аспарагінова кислота

E: Глутамінова кислота

F: Фенілаланін

G: Гліцин

H: Гістидин

I: Ізолейцин

K: Лізин

L: Лейцин

M: Метіонін

N: Аспарагін

P: Пролін

Q: Глутамін

R: Аргінін

S: Серин

T: Треонін

V: Валін

Білок має сайт для зв'язування з іонами металів, іоном кальцію. 